# Tornike Okriashvili
Tornike Okriashvili (Rustavi, 12 de febrero de 1992) es un futbolista georgiano que juega de centrocampista en el F. C. Gagra de la Erovnuli Liga.

## Selección nacional
Es internacional con la selección de fútbol de Georgia. Fue internacional sub-19 y sub-21 antes de convertirse en internacional absoluto el 17 de noviembre de 2010, en un partido amistoso frente a la selección de fútbol de Eslovenia, que terminó con victoria por 2 a 1 del combinado georgiano.
Su primer gol con la selección lo hizo el 7 de septiembre de 2012, que sirvió para darle la victoria al combinado georgiano por 1-0 frente a la selección de fútbol de Bielorrusia, en un partido de clasificación para el Mundial 2014.

### Goles internacionales
| N.º | Fecha                   | Lugar                                                     | Oponente            | Gol | Resultado | Competición                                          |
| --- | ----------------------- | --------------------------------------------------------- | ------------------- | --- | --------- | ---------------------------------------------------- |
| 1.  | 7 de septiembre de 2012 | Estadio Borís Paichadze, Tiflis, Georgia                  | Bielorrusia         | 1–0 | 1-0       | Clasificación para el Mundial 2014                   |
| 2.  | 29 de mayo de 2014      | Estadio Municipal de Chapín, Jerez de la Frontera, España | Arabia Saudita      | 1–0 | 2-0       | Amistoso                                             |
| 3.  | 7 de septiembre de 2014 | Estadio Borís Paichadze, Tiflis, Georgia                  | Irlanda             | 1–1 | 1-2       | Clasificación para la Eurocopa 2016                  |
| 4.  | 14 de octubre de 2014   | Estadio Algarve, Faro, Portugal                           | Gibraltar           | 2–0 | 3-0       | Clasificación para la Eurocopa 2016                  |
| 5.  | 8 de octubre de 2015    | Estadio Borís Paichadze, Tiflis, Georgia                  | Gibraltar           | 2–0 | 4-0       | Clasificación para la Eurocopa 2016                  |
| 6.  | 29 de marzo de 2016     | Estadio Borís Paichadze, Tiflis, Georgia                  | Kazajistán          | 1–1 | 1-1       | Amistoso                                             |
| 7.  | 7 de junio de 2016      | Coliseum Alfonso Pérez, Getafe, España                    | España              | 1–0 | 1-0       | Amistoso                                             |
| 8.  | 8 de octubre de 2016    | Cardiff City Stadium, Cardiff, Gales                      | Gales               | 1–1 | 1-1       | Clasificación para la Copa Mundial de Fútbol de 2018 |
| 9.  | 9 de septiembre de 2018 | Estadio Borís Paichadze, Tiflis, Georgia                  | Letonia             | 1–0 | 1-0       | Liga de Naciones de la UEFA 2018-19                  |
| 10. | 8 de septiembre de 2020 | Estadio Borís Paichadze, Tiflis, Georgia                  | Macedonia del Norte | 1–0 | 1-1       | Liga de Naciones de la UEFA 2020-21                  |
| 11. | 8 de octubre de 2020    | Estadio Borís Paichadze, Tiflis, Georgia                  | Bielorrusia         | 1–0 | 1-0       | Playoffs de Clasificación para la Eurocopa 2020      |
| 12. | 11 de octubre de 2020   | Estadio Municipal de Tychy, Tychy, Polonia                | Armenia             | 2–1 | 2-2       | Liga de Naciones de la UEFA 2020-21                  |
| 13. | 12 de octubre de 2021   | Estadio Fadil Vokrri, Pristina, Kosovo                    | Kosovo              | 0–1 | 1-2       | Clasificación para la Copa Mundial de Fútbol de 2022 |

## Clubes
| Club                         | País                   | Año       |
| ---------------------------- | ---------------------- | --------- |
| F. C. Gagra                  | Georgia                | 2009-2010 |
| Shakhtar Donetsk (cedido)    | Ucrania                | 2010      |
| Shakhtar Donetsk             | Ucrania                | 2011-2014 |
| FC Mariupol (cedido)         | Ucrania                | 2011-2013 |
| Chernomorets Odessa (cedido) | Ucrania                | 2014      |
| K. R. C. Genk                | Bélgica                | 2014-2016 |
| Eskişehirspor (cedido)       | Turquía                | 2016      |
| F. C. Krasnodar              | Rusia                  | 2016-2018 |
| Anorthosis Famagusta         | Chipre                 | 2019-2021 |
| APOEL de Nicosia             | Chipre                 | 2021-2022 |
| Jeonbuk Hyundai Motors F. C. | Corea del Sur          | 2022      |
| F. C. Gagra                  | Georgia                | 2023      |
| F. C. Dinamo Tbilisi         | Georgia                | 2024      |
| TFA Elite Dubai              | Emiratos Árabes Unidos | 2024      |
| F. C. Gagra                  | Georgia                | 2025-     |

## Palmarés

### Títulos nacionales
| Título         | Club                 | País   | Año  |
| -------------- | -------------------- | ------ | ---- |
| Copa de Chipre | Anorthosis Famagusta | Chipre | 2021 |